# 박인근
박인근(朴仁根, 1930년 ~ 2016년 6월 27일)은 형제복지원을 운영한 사람이자 실로암교회의 장로이며 2011년 4월 7일까지 형제복지지원재단의 이사로 활동했다. 그는 형제복지원에서 일어난 범죄 행위로 인해 큰 논란이 일었으며 그의 3남인 박천광이 재단을 물려받아 운영하다 구속되어 수감중이다. 1980년대 그는 경상남도 김해시 생림면에 대안학교인 신영중학교, 신영고등학교를 1986년에 설립 하여 여전히 국가 지원금을 받고 있고 사위를 교장으로 두고 있으며 딸이 직접 운영을 하고 있다.

## 생애
경남 울주군 강동면 정자리(현재는 울산광역시 북구 강동동)의 빈농에서 태어나 중학교를 졸업하고 입대 후 헌병 하사관 특무 상사로 지냈다. 31세였던 1960년 7월에 장인이 세운 부산광역시 남구 감만동에 있는 형제보육원 사회 복지사업에 관심을 가지게 되었다. 권투 체육관 관장일때는 부산 아마추어복싱 연맹에서 전무 이사를 하기도 하였다.
1965년 7월, 부산시로부터 아동복지시설 인가를 받아 국고 지원으로 보육원을 운영했으며 1975년 7월에는 다시 부산시와 부랑인 일시 보호 위탁 계약을 맺고 사회 복지 사업을 시작하였다.
이후 한국노숙인복지시설협회 초대 회장을 지냈다. 1995년에는 호주에서 축구장 크기에 골프장을 소유하였는데, 호주 최대 규모의 골프장이었다고 한다. 당시 하루 손님이 100명 가량인데 골프장 직원은 한국인 2명뿐으로, 박인근은 직원이 마음에 안들면 골프채로 때렸다고 한다.
그러다가 2016년 6월 27일, 향년 87세로 사망한 사실이 뒤늦게 알려졌다. 2018년 7월 10일 행정안전부는 '부적절한 서훈 취소(안)'을 심의·의결해 서훈을 취소했다.

## 사건
그는 부랑인 선도를 명목으로 역이나 길거리에서 주민등록증이 없는 사람 뿐만 아니라 멀쩡한 학생, 심지어 일본인까지도 두명이나 끌고 가서 불법 감금시키고 강제노역을 시켰으며, 저항하면 굶기고 구타하거나 심지어는 죽이고 암매장까지 했다. 이런식으로 12년동안 무려 500명 이상이 사망하고, 일부 시신은 300~500만원에 의과대학의 해부학 실습용으로 팔려갔다. 심지어는 자신의 땅에 운전교습소를 만들기 위해 원생들을 축사에 감금했고, 하루 10시간 이상의 중노동을 시켰다. 1987년 3월 22일 사건 당일에는 구타로 1명을 죽였으며, 35명이 탈출했다. 그는 형제복지원의 직원 주영은 (당시 48세)등 4명과 함께 구속되었고, 1989년 9월 14일에 징역 2년 6월형이 확정되었다. 형제복지원 사건은 예전의 일이라 큰 주목을 받지 못하다가 그가 세운 신영중고등학교에서 2012년에 무인도 체험 학생 2명이 익사 하고 복지재단 대출 비리 사건이 터지면서 다시금 사회의 관심을 받게 되었다. 형제복지원은 없어지지 않고 형제복지지원재단으로 이름만 바뀌어 새로운 시설을 계속 운영하였다.

## 같이 보기
- 부산 형제복지원 사건
- 삼청교육대 => 내부훈령 - 노숙자, 부랑인, 정신 수화교육 = >형제복지원입소자 정신 수화교육
- 당시 정신병원 => 부산 대남병원 - 양산 형주병원 - 협천 구려병원
- 국군보안사령부